# Palais Massimo alle Colonne

Le palais Massimo alle Colonne est un palais de Rome se trouvant sur le corso Vittorio Emanuele II.
Son nom fait référence aux colonnes présentes à cet endroit avant même l'édification du palais ; on en voit les restes de l'une ou l'autre sur l'arrière du bâtiment.

## Historique
Le palais fut édifié au XVe siècle sur les ruines de l’Odéon de Domitien ; on peut encore voir, piazza dei Massimi une colonne de cet ancien monument.
En 1532, pour célébrer le mariage de Angelo Massimo avec Antonietta Planca Incoronati, la façade est décorée d'un enduit monochrome.
En 1532, après l'incendie provoqué lors du sac de Rome, l'ensemble fut reconstruit selon un projet de Baldassarre Peruzzi.

## Description
Le palais est composé de trois corps de bâtiments.
La façade est décorée d'un portique et a la particularité d'être courbe, car elle s'adapte à celle du théâtre du Ier siècle ; elle est aussi plus large que ne l'est le palais, ce qui contribue à la majesté de l'ensemble.
En fait, il s'insère dans un lot de bâtiments de dimensions irrégulières, et se présente selon une structure en L, autour d'une cour intérieure. Les portiques de cette cour intérieure sont originaux en ce qu'ils sont sur deux étages dotés d'architraves et couronnés au troisième niveau de fenêtres rectangulaires de la largeur correspondant aux espaces entre les colonnes d'en dessous.
L'intérieur ne se visite pas, même si le palais est ouvert au public une fois par an, lors de la commémoration du miracle de saint Philippe Néri. Les divers étages sont reliés par un escalier droit relativement étroit pour les dimensions de ce palais. On signale aux plafonds les fresques de Daniele da Volterra représentant la vie de Fabio Massimo, chef militaire romain qui serait l'ancêtre de la famille.
Il fut occupé de 1897 à 1961 par la princesse Béatrice de Bourbon, fille de France et infante d'Espagne, épouse de Fabrizio Massimo.

En 2002 la restauration de la façade a été achevée.

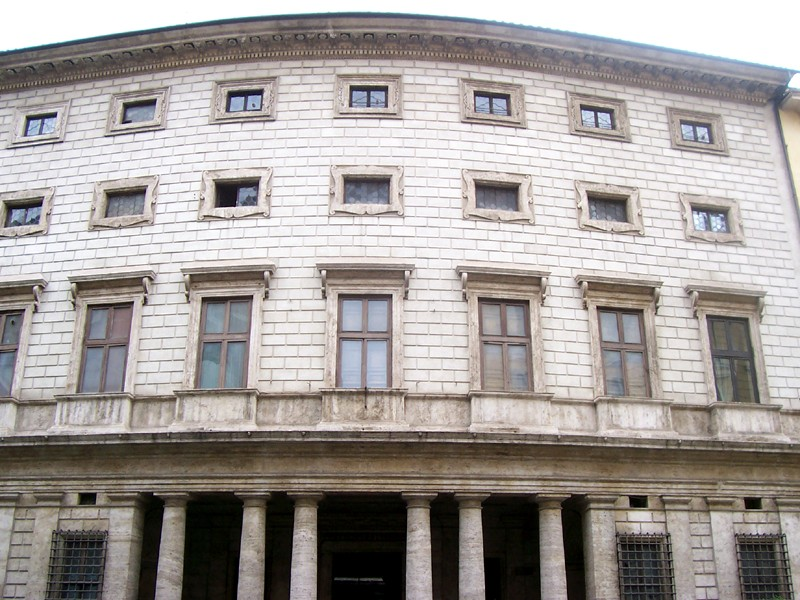
La façade incurvée
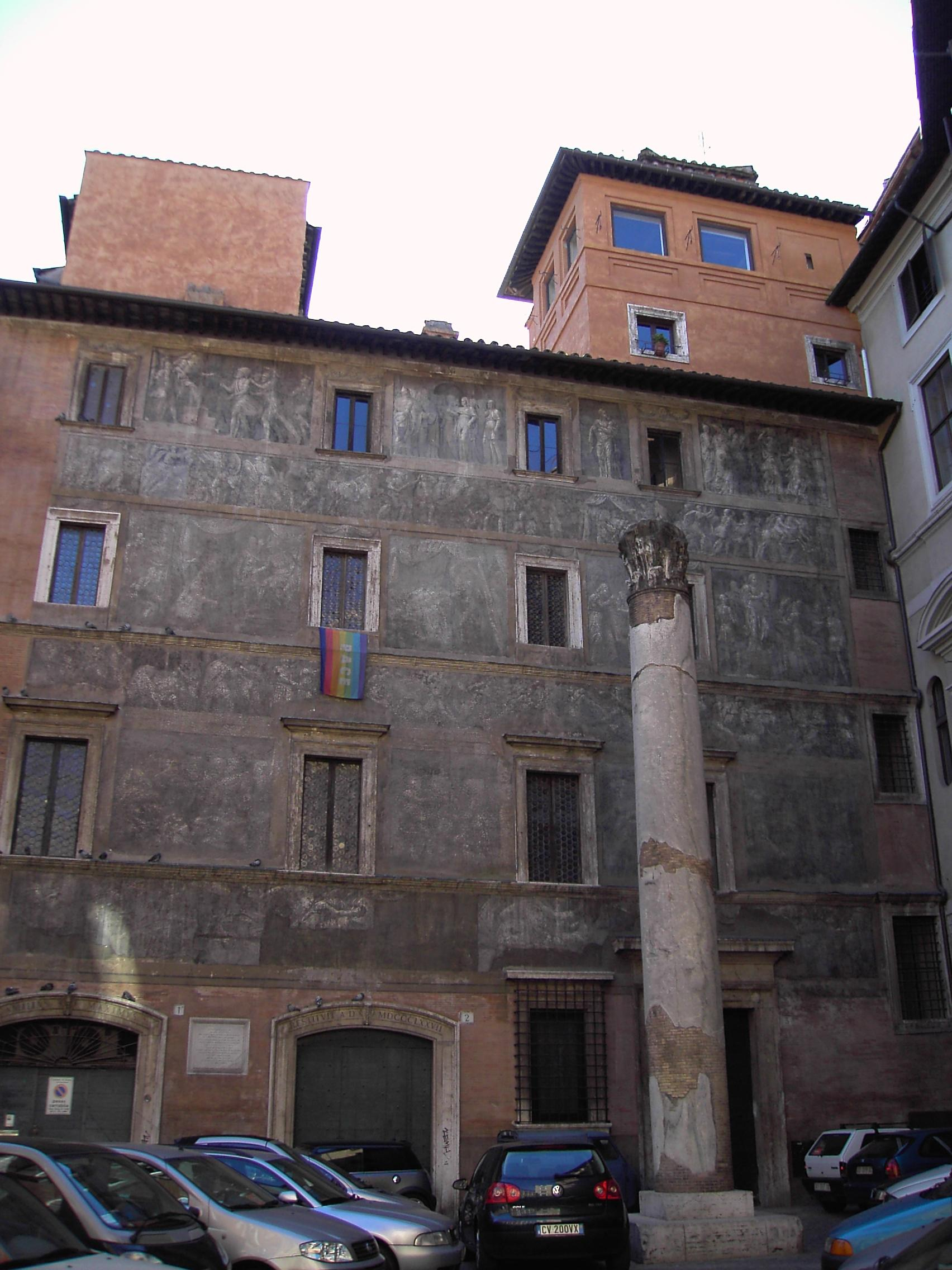
Piazza dei Massimi
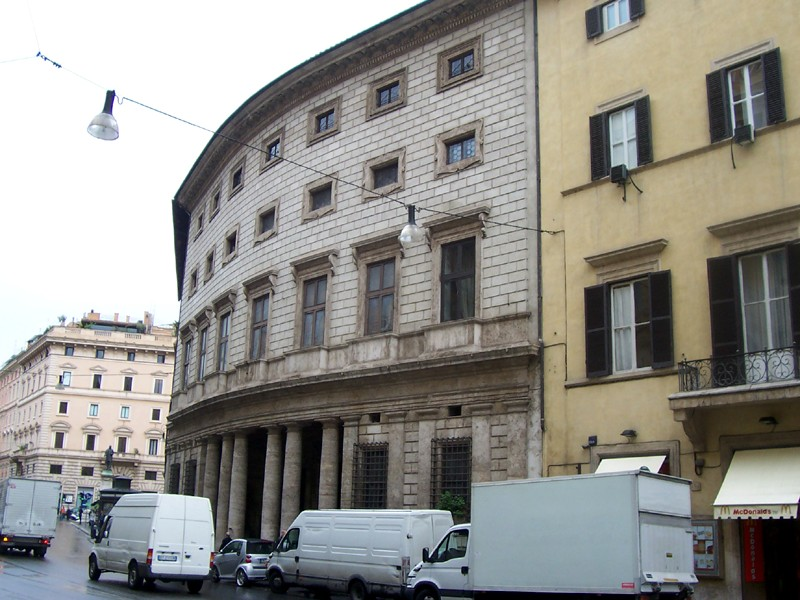
Façade sur la rue
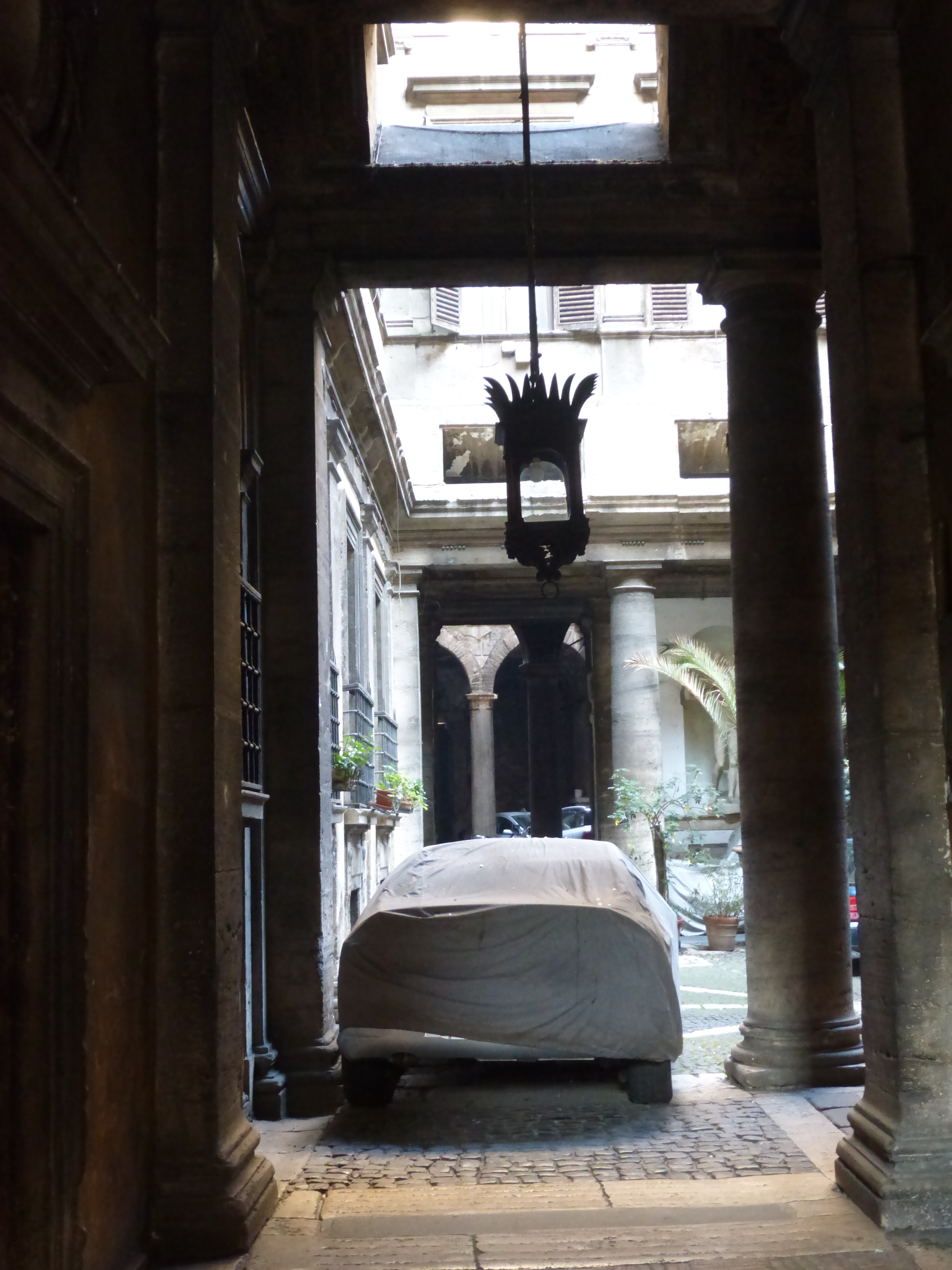
Le cortile

## Le miracle de saint Philippe Néri
Le palais est ouvert aux visiteurs le 16 mars, surtout la chapelle familiale au deuxième étage, pour la commémoration de la brève résurrection de Paolo Massimo, rappelé à la vie en 1583 par saint Philippe Néri. L'enfant était malade depuis plus de deux mois, et on craignait pour sa vie. Philippe Néri, dont le prince était un fidèle, venait le voir chaque jour. Le jour de la mort de l'enfant, le prêtre florentin le trouva mort lors de sa visite : il l'embrassa, pria quelques instants auprès de lui, l'aspergea d'eau bénite selon l'usage, puis l'appela par son prénom ; le mort se serait alors redressé, aurait eu le temps de se confesser, puis le saint lui ayant laissé le choix entre vivre ici-bas ou rejoindre sa mère et ses sœurs au paradis, il aurait choisi de se rendormir dans la mort.

## Source de traduction
- (it) Cet article est partiellement ou en totalité issu de l’article de Wikipédia en italien intitulé « Palazzo Massimo alle Colonne » (voir la liste des auteurs).